# Батумская мужская гимназия
Батумская мужская гимназия (груз. ბათუმის მამრობითი გიმნაზია) — среднее учебное заведение в Российской империи. Располагалась в Батуме. Носила имя Его Императорского Высочества великого князя Михаила Николаевича, кавказского наместника в 1862—1881 годах.

## История
Вопрос об открытии в Батуме мужской гимназии был поднят в 1893 году. 26-27 июня 1895 года городская управа выделила 2 623,95 м² под здание гимназии на берегу моря. Проект гимназического здания выполнен тифлисским архитектором А. П. Шимкевичем. Строительство проведено под руководством военного инженера Поморского.
Гимназия открылась в июле 1897 года.
Преподавал в гимназии будущий академик АН СССР Николай Державин. Капельмейстером при гимназии был выпускник Пражской консерватории Константин Ветошников, занятия по французскому языку вела княгиня Нина Амираджиби. Представители православия, магометанства, римско-католического, армяно-католического и армяно-григорианского толка вели занятия по закону Божию. Был даже лютеранский пастор Бернгофф. В попечительский совет гимназии входил управляющий завода Ротшильда А. Ваншейдт.
Среди учившихся в Батумской гимназии будущие видные грузинские политики, члены Учредительного собрания Грузии Гизо Анджапаридзе и Кадыр Шервашидзе.
Во время революционных событий 1905 года в печи учительской на первом этаже гимназии взорвалась подложенная тремя гимназистами бомба с часовым механизмом. Контузии получили директор гимназии Герц и учителя. Из револьвера стреляли в священника гимназической церкви Соколова.
В 1918 году, во время турецкой оккупации Батума, и в 1919 году, когда турок сменили англичане, здание гимназии было занято под казарму, гимназическое имущество (книги, инвентарь, церковная утварь) расхищены.
Открытие женской гимназии стало возможным в сентябре 1900 года. Позже, к 1923 году, в бывшем здании женской гимназии (ныне средняя школа № 2) был открыт педагогический институт, который впоследствии был преобразован в педагогический техникум.
В 1935 году в здании мужской гимназии открылся двухгодичный педагогический институт с 4 факультетами: грузинского языка и литературы, физико-математический, исторический и естественно-географический, к которым в 1936 году добавились факультеты физической культуры, а в 1938 году — факультеты русского языка и литературы. В 1938 году институт получил имя Шота Руставели, ныне — Батумский государственный университет имени Шота Руставели.

## Известные выпускники
См. категорию Выпускники Батумской гимназии

## Известные преподаватели
См. категорию Преподаватели Батумской гимназии